# Stormont House
Stormont House (chiamata anche Speaker's House) è la sede dell'Ufficio dell'Irlanda del Nord, situato nella tenuta di Stormont a Belfast, Irlanda del Nord. È stata progettata da Ralph Knott, sebbene a Sir Edwin Lutyens sia stato attribuito un certo coinvolgimento.
È stata la residenza ufficiale del Presidente della Camera dei Comuni dell'Irlanda del Nord tra il 1921 e il 1972. Per una parte del tempo è stata effettivamente abitata da un certo numero di Primi ministri dell'Irlanda del Nord, preferendo la loro residenza ufficiale, al Castello di Stormont, che era utilizzato principalmente come uffici.
L'edificio della Social Security Agency condivide i suoi terreni con Stormont House, tuttavia è separato dall'edificio principale da una recinzione.
L'Ufficio per l'Irlanda del Nord ha attualmente sede a Stormont House dopo essersi trasferito dai Castle Buildings nelle vicinanze.